# 바이오가스

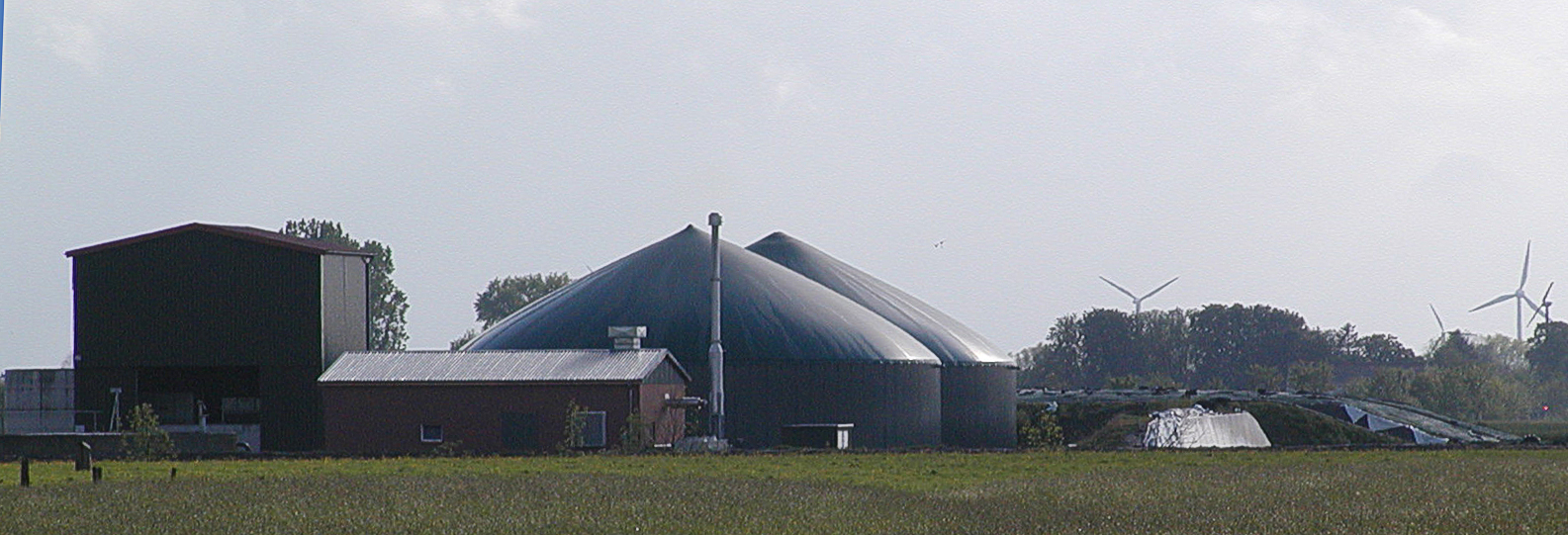

바이오가스(biogas), 생물기체(생물가스)는 산소가 없는 환경에서 유기물이 분해되면서 생산되는 다양한 기체의 혼합물을 가리킨다. 바이오가스는 농업 쓰레기, 두엄, 일반 쓰레기, 식물 물질, 오물, 음식물 쓰레기와 같은 원료로부터 만들어낸다.
생분해성 물질의 발효 과정인 혐기성 박테리아의 혐기성 소화에 의해 만들어진다.
바이오가스는 주로 메테인, 이산화 탄소로 되어 있으며, 적은 양의 황화 수소, 수분, 실록산이 포함될 수 있다.
바이오가스는 천연가스가 CNG로 압축되는 것과 동일한 방식으로 압축될 수 있으며, 전기 자동차를 구동하는데 사용될 수 있다. 이를테면 영국에서 바이오가스는 차량 연료의 17% 정도를 대체할 가능성이 있는 것으로 짐작된다.